# Chelsea Detective
Chelsea Detective (originaltitel The Chelsea Detective) är en brittisk kriminal- och thrillerserie vars första säsong hade premiär 7 mars 2022. Första säsongen består av fyra avsnitt. Andra säsongen, som också består av fyra avsnitt, hade premiär den 28 augusti 2023. Serien är skapad av Peter Fincham som också medverkat i manusskrivandet. Serien visas på SVT Play.

## Handling
Serien utspelar sig i stadsdelen Chelsea i London och kretsar kring kriminalkommissarie Max Arnold som är en skarp polis med en god känsla för svåra mordfall.

## Rollista (i urval)
- Adrian Scarborough – Max Arnold
- Sonita Henry –  Priya Shamsie
- Lucy Phelps – Jess Lombard
- Aiylah Bhimani – Poppy Shamsie
- Peter Bankolé – Connor Pollock
- Sophie Stone – Ashley Wilton
- Anamaria Marinca – Astrid Fischer